# Johan Herman von Strokirch
Johan Herman von Strokirch, född 21 januari 1789, död 27 april 1841, var en svensk friherre och lagman.
Han var lagman i Västergötlands och Dals lagsaga 1816 intill sin död 1841. Han var riddare av Nordstjärneorden.